# Pasmo Cisowskie
Pasmo Cisowskie – pasmo Gór Świętokrzyskich, zbudowane z kwarcytów kambryjskich, pokryte lasami które zachowały w dużej mierze charakter naturalny (o czym świadczy m.in. Rezerwat przyrody Cisów im. prof. Zygmunta Czubińskiego).
Pasmo Cisowskie stanowiło schronienie dla powstańców w latach 1863–1864 (stacjonowały tu oddziały Kality-Rębajły i korpus gen. Józefa Hauke-Bosaka) oraz dla partyzantów w latach 1943–1944 (oddział AK "Barabasza").
Przez pasmo przebiega  niebieski szlak turystyczny z Chęcin do Łagowa.

## Główne szczyty
- Góra Stołowa (423 m n.p.m.)
- Włochy (427 m n.p.m.)
- Małzna (378 m n.p.m.)
- Września (370 n.p.m.)